# 危ない28号
『危ない28号』（あぶない28ごう）は、データハウスから1998年から1999年まで季刊誌として発刊されたアングラ雑誌である。不定期刊誌『危ない1号』の実質休刊後、インターネット系のアングラ・ライターを中心に編集され、第5号まで発行された。現在（2023年2月）では全5巻ともに絶版となっている。

## 概要
日本がまだコンピュータやインターネットの黎明期だった1998年、実質休刊となっていた『危ない1号』の後継誌として、青山正明のデスクを引き継いだKuRaRe（現・くられ）を編集長に、サブカルチャー・アングラ本として発刊される。
本誌はハッキングや兵器、ドラッグ、少女性愛、ピッキングなど、違法・非合法行為のあらゆるハウツーが記載された危険情報満載のムックとなっており、実行すれば犯罪者になってしまいそうな情報が満載の雑誌であった。
ただし、KuRaReが後に語ったところによると、いわゆる「明白かつ現在の危険」に該当する内容は黒塗りにするなどして、当初から載せない方針であった。つまり、読者が実際に書かれた内容を実行するのは基本的に不可能で、あくまで娯楽読み物誌という体裁を崩さなかった。
しかし、発売前の段階から有害図書指定を受けるなど自治体からの風当たりが異様に強く、全国18都道府県で有害図書指定されることとなった。KuRaReも公安警察に尾行されたり、反社会的勢力に覚醒剤製造の斡旋（未遂）を持ちかけられたりするなど、様々な苦難に立たされた。
第5巻では体調不良のKuRaReに代わり、MaDが編集長代理を務めたが、2000年1月に浦和駅、東海村、大阪で発生した一連の爆弾事件で、犯人が同誌を参考に爆発物を製造したと供述したため、刊行済みだった第5巻を最後に廃刊を余儀なくされる。この時期を境にKuRaReもデータハウスを退職した。

## 執筆陣
編集メンバーは、KuRaRe・MaD・豆島ステ吉・マーマレード犬・南村孝三郎（元東京公司）の5人で、全員データハウスの社員である。
執筆陣は前出の5人のほか、KuRaReが主宰する秘密結社「薬裏凶室」（現・薬理凶室）のメンバーで主に構成された。また『危ない1号』からは北のりゆきと村崎百郎が続投している。
| KuRaRe、K.R.R.(くらーれ) （第1～4巻の編集長） | MaD （第5巻の編集長) | GaKuTo         | Mili-N      |
| Visibilite Nulle                              | brocken              | まさまさ       | PON         |
| マーマレード犬                                | Night Hawk           | 飛田 彰        | 南村孝三郎  |
| 薬田鬼丸(やくだ☆きまる)                       | 不二雄               | hama           | 豆島ステ吉  |
| 奥野しげき                                    | UROKO                | k(ケイ)        | Hico(ひこ)  |
| 有栖脱兎(ありすだっと)                        | 北のりゆき           | 河西善治       | kinbou      |
| 奥井真司                                      | GODDESS              | 西脇しんすけ   | C-yo        |
| 和尚・ザ・スティールエッジ                    | YELLOWZ              | べのむ         | ゲルバド・F |
| dizassembla                                   | 山羊さん             | ピョンヤン佐伯 | R62号       |
| 山崎はるか                                    | Miki-N               | おっちゃん     | AliceRedel  |
| 小沢豊(φz@w@;)ミ)                             | 斉田石也             | uRoRo          | うさぎ1号   |
| Vlad(Vladimir)                                | マーブル猫田         | KuRaGe         | KAZU        |
| McLaRe(まくらーれ)                            | リベンジ片岡         | 中沢豊         | 九里 葵     |
| 薬試寺教授 (やくしじきょうじゅ)               | 村田らむ             | 便 汚屍        | ニコラスKG  |
| 河上<ハカイダー>イチロー                      | 大沢豊               | 田中核鋭       | 北山 保     |
| キャプテン・ノーフューチャー                  | 田中真織             | 福井まりい     | 紀田伊輔    |
| アルフレッド・ベクター                        | にしまきとおる       | 伊集院貴子     | 横田猛雄    |
| 化身ケミ夫 (けみけみお)                       | 中川一郎             | チャーリー細谷 | 桂川直文    |
| 間 恵(はざま けい)                            | 高橋繁文             | 小池タロー     | 小川英人    |
| 村崎百郎 (むらさき ひゃくろう)                | かとれあ沙羅         | 竹下工務店     | かのう遊戯  |
| 汎苗 珠子 (はんみょう たまこ)                 | Reficul              | 郷 秀樹        | 地口なお    |
| 麻生結(あそう・ゆう)                          | 左門不作             | 麻袋缶吉       | 小沢豊      |
| 交満大魔王 (こうまんだいまおう)               | hama                 | 川内ムネオ     | SYOTARO     |
| ウサギワサツキ                                | 白鳥チロル           | リベンジ上岡   | 川内宗康    |
| ハナゲール大佐                                | マダム神風           | デューク諏訪   | 命 光一     |
| ムハマンド・オカマン                          | 山村たけゆう         | 見沢知廉       | 斉田石也    |
| 皇 梵(すめらぎ・ぼん)                         | 兵頭二十八           | 鈴木いいちこ   | 朝倉喬司    |
| パイプン信太郎                                | 蜜ばち               | 埜無 羅        | 桂川直文    |
| タスカー・タニグチ                            | 光                   | も             | IE          |
| 犬丸淳(いぬまるじゅん)                        | 黒野忍               | --             | --          |

※同一人物が複数のペンネームを用いている可能性あり。

## 書籍情報
- 『危ない28号 第1巻』 特集「ハッキング」(1998年7月)　ISBN 978-488-718-501-2
- 『危ない28号 第2巻』 特集「兵器」(1998年10月)　ISBN 978-488-718-513-5
- 『危ない28号 第3巻』 特集「危険物」(1999年3月)　ISBN 978-488-718-521-0
- 『危ない28号 第4巻』 特集「報復の科学」(1999年6月)　ISBN 978-488-718-526-5
- 『危ない28号 第5巻』 特集「安楽死〜自殺〜」(1999年11月)　ISBN 978-488-718-552-4

## 特集一覧

### 第1巻「特集／ハッキング」
はじめに
現役ハッカー集合・日本一デジタルな怪しい座談会
TBS侵入攻略タンジョンマップ（GODDESS）
ピッキング初体験（まさまさ）
鍵開け叫室（飛田彰）
電波ジャック! 怪放送を流そう!（北のりゆき）
たんてい日記（KAZ）
痴漢の手口（マーマレード犬）
ニフティ・悪徳商人に天誅を!（MaD）
インドの研究施設のハッキングから学ぶもの（Night Hawk）
日本の復讐の歴史（奥井真司）
防犯の研究（おっちゃん）
勝つためには狡猾にあれ! ブービートラップの歴史（北のりゆき）
ライプニッツの宇宙論（前編）（奥野しげき）
ホームレス観察記
チアー&ファイアー!! 最新式火炎瓶製造（KuRaRe）
地下ビデオレビュー!! 脳天直撃ヒーリングビデオ（豆島ステ吉）
ライプニッツの宇宙論（後編）（奥野しげき）
電脳驚室
ホットライン悪のマニュアル（PON）
ホットラインサーバー本島の秘密（Gate）
アングラページ隠蔽術（KuRaRe）
アングラページをタダでおったてよう!（k）
最新式クラックバッチ製造工場、VISEで[k]らっく（k）
（ひと休み）ニセリンゴパイを作ろう
掲示板破壊の犯人を探れ! 電脳追跡者
古くなったMacを生き返らせる! LINIX導入のススメ
アルファベット順 Mac,Win ウイルス完全一覧図鑑（Night Hawk＋KuRaRe）
薬裏凶室
完全覚醒剤製造（Hico）
アシッド大作戦（有栖脱兎）
危ない古書推薦（有栖脱兎）
命がけのオーバートーズ（薬田鬼丸）
ドラッグ修行（薬田鬼丸）
データハウスの新刊
殺し方エトセトラ（KuRaRe）
くすりの手帖 夏休み特大号
どうしようもないベタベタ企画満載!
別室伝説～成田税関の門をくぐれなかった人たち〜
AMSTERDAM WALKER ウキウキ麻吸い情報
厳選吸い処ガイド
この麻がスゴイ!! 一九九八年度版名花穂集
全日本娘自慢選手権 ウチの娘見てください
ボンのお作法
BONGS & PIPESクロスレビュー
包丁人麻平 おやつ勝負の巻
激ヤバ超レア即ゲット!
イケてる渋谷系ドラッグはコレだ!!
ケミカル婆ちゃんの知恵袋
バリウム必勝ガイド
飛び出せ! 紙いっぱいの旅
習慣（ウソ）ASACII
キメる前に読むソレ用ホームページあれこれ
つかマ～ル 所持・使用・販売･･･、逮捕経験者大アンケート
くすりの手帖・編集後記
子供たちの安全のために（河西善治）
28号すぺしゃる著者紹介
編集後記

### 第2巻「特集／兵器」
はじめに
特集／兵器
射程距離13m 火炎放射器製造法（ゲバルト・F）
窒息性毒ガス 3分クッキング!
ナイフ研究序説!（和尚・ザ・スティルエッジ）
病原体兵器を作っちゃう♥♥スキスキ病原体!（KuRaRe）
【自衛のために】銃を買うんだよ!（ピョンヤン佐伯）
殺戮ガーデニング入門（北のりゆき）
原爆製造法（北のりゆき）
何でも壊す（小沢豊）
防犯の研究2（おっちゃん）
ゲームセンター【基盤】荒らし（Mad）
98年・国内違法薬物事情・今年の独断（山崎はるか）
初めて売人から買う人のための実践講座（うさぎ1号）
バレない!? イタ電～伝言ダイヤルで困らせろ!～（R62号）
データハウス新書案内
少女性愛
世界を股にかける、実践的少女愛好者の世界観（斉田石也）
読後感の悪いプノンペン少女売春事情（ピョンヤン佐伯）
室内プールでロリウォッチ（uRoRo）
にしまきとおるギャラリー
少女愛好用語集（豆島ステ吉）
脳にくるお薬処方ガイド（べのむ）
第2特集／クラッキング
小細工インターネット（dizassembla）
Winソフトクラック（山羊さん）
PGP5（for Windows）でスパイごっこ（brocken）
VB合法的に無料入手（山羊さん）
Back Orifice悪のマニュアル - Winマシンを遠隔操作（PON）
Macソフトシリアルクラック （YELLOWZ）
Subspace （AliceRedel）
ホットラインパス解析 （GaKuto）
電脳追跡者・不正傍受で情報操作せよ（Visibilite Nulle）
くすりの手帖 収穫の秋号 目方でドン!
サラリーマンA氏の薬物日記
第一回輝け!全日本鼻まつり
鳴呼! 副作用 10年選手たちの懺悔録
包丁人麻平2 対決・野菜チラムの巻
開運! お薬鑑定団
ソレ用
早い俺に訊け
激速2万字（ウソ）無駄インタビュー卍
Dの食卓
JOINTPAPER'S クロスレビュー
Sパー魔美
シークレット・ドーピングマン
両手いっぱいのバッズを
くすりの手帖・編集後記
Win98のバグ発見（山羊さん）
LINUX 後編（hama）
著者紹介
編集後記

### 第3巻「特集／危険物!」
特集／危険物!
爆薬のスス（郷秀樹）
火薬の作り方（SYOTARO）
完全アナーキストクッキング見本帳（郷秀樹）
爆薬の作り方（郷秀樹）
爆弾講座ファイナルレッスン（郷秀樹）
トリカブト完全栽培マニュアル（奥井真司）
どぉ～なってるの? 毒事件（かるま）
マルチプルドラッグコンビネーションポイントチャート（化身ケミ夫）
世界の細菌兵器目録（Hico & KuRaRe）
毒物・劇物お値段教えます!（薬師寺教授）
スキスキ病原体／第2回（KuRaRe）
世紀末鬼畜放談（村崎百郎×南村孝三郎）
男子校生回春日記（森満子）
やおい詳説誌「イマージュクラブ」に聞け!
女子寮集団オナニー潜入取材!!（ウメザワサツキ）
女の子による女の子のためのゲイサイト（凶子）
体液フェチ（川内宗康）
コスプレフェチ（川内宗康）
第2特集／ドロボー
●●●に遊びに行こう!
好き好き●●●!（McLaRe）
ガラスかち割講座（MaD）
猿でもできるカード詐欺（Reficul）
バイクドロ（GakuTo）
万引きセンサー大百科（MaD）
新幹線パーフェクトキセルガイド（かとれあ沙羅）
みんなで作ろう偽造ナンバープレート（考案企画蝶）
イタズラ被害百科2（小沢豊）
迎春おみくじテロ
くすりの手帳 Vol.3
木の芽どき直前! ひん曲がり特大号
Welcome to Far East ようこそ紙様日本まで! ACID ENCYCLOPEDIA JAPAN
売人対談～1998年を振り返って～
シャブ売人対談 ～シャブで振り返る1998年～
バレンタインには手作りチョコを ～ミホのバレンタイン大作戦～
ROACH PAPER'S CROSS REVIEW
HARVEST 1998 ～今年も大豊作! とれたて25種の大麻達～
アムステルダム流行りモノ5選
四角い曲がり角
シャブ漫画：Sパー魔美
包丁人麻平 対決 手作りムーチラの巻
つかま～る2
出張! 薬裏凶室
台所で出来るGHB完全合成講座
DMT完全合成講座（薬師寺教授）
MDMA完全合成マニュアル（Hico）
ジャンキーB氏の薬物旅行（左門不作）
大麻解放最前線（麻生結）
復讐講座 自殺する位ならやり返せ（奥井真司）
ネット告発マニュアル（紀田伊輔）
革命家を志す君への案内（北のりゆき）
働かないで生活するための完全裏マニュアル（汎苗珠子）
あなたの個人情報大丈夫ぅ? Winセキュリティガイド（hama）
平気で個人情報を漏らすひとびと（地口なお）
大予言99（交満大魔王）
表紙モデル紹介
28号著者紹介
編集後記

### 第4巻「特集／報復の科学」
特集／報復の科学
極悪非道最低最悪! 村崎百郎の鬼畜流復讐術（村崎百郎）
復讐被害百科（大沢豊・小沢豊）
初めての人にも分かるソーシャルハッキング講座（小沢豊）
サラリーマンテロ（小沢豊）
弁護士報復法（便汚屍）
プロが教える住所特定マニュアル（KAZU）
リベンジのための盗聴マニュアル（KAZU）
自己訴訟のススメ（かとれあ沙羅）
復讐いろいろ
脱法的報復のススメ（かとれあ沙羅）
イタズラ被害白書「パソコン編」（犬丸淳）
復讐大全（北山保）
地獄の精神病院（小川英人）
ゲーム業界のひみつ（高橋文）
税金はきちんと払いましょう（中川一郎）
葬儀屋日記（小池タロー）
報復の科学／第2部
「黒科学」の章
ミサイル製造物語（薬試寺教授）
凶の料理（薬試寺教授）
火薬類貯蔵責任者になろう!（郷秀樹）
混触危険反応（薬試寺教授）
今月の黒科学～毒草から毒を抽出～（K.R.R.）
激烈納豆菌テロ（KuRaGe）
スキスキ病原体3（KuRaGe）
ケミカルイタズラ被害百科（田中核鋭）
レイパーキラー列伝／第1回（斉田石也）
にしまきとおるギャラリー
日本グループセックス序説
寂しかったら乱交パーティーに行くんだよ!!!（紀田伊輔）
グループセックス入門（紀田伊輔）
グループセックスのパーティ主催者になるためのガイド（福井まりい）
革命家御用達BOOKS（北のりゆき）
東京周辺監視カメラ暴露マップ（MaD）
道路の監視カメラを逆監視しよう（河上イチロー）
インターネット 24時間エロ動画生中継の内部事情（田中夏織）
鬼畜放談／第2回（村崎百郎×南村孝三郎）＋幻覚性音楽ミニガイド（ニコラスKG）
伊集院貴子画集
Hack! Hack! テクノロジー!
ベッコアメ尾崎社長VSハッカー対談
イントラネット正しい制裁講座（hama）
完全無欠!?のICカードもハッキング（チャーリー細谷）
サイバー・ウオッチ・ネットワークに監視されるネットワーク（河上イチロー）
戦場のメーリングリスト（マーブル猫田）
暗号化とセキリュティ（Visibilite Nulle）
絶滅ゲーム図鑑 第1回（キャプテン・ノーフューチャー）
北朝鮮からの物体X（Vlad）
可愛いペットのIQテスト（竹下工務店）
少女たちが駆け抜けた青春（かのう遊戯）
薬品製造学
メスカリン合成マニュアル（薬試寺教授）
コカイン合成術（薬試寺教授）
くすりの手帳 Vol.4 野外で元気にポンプ号
現役弁護士が教える
職質・ガサ入れ・取り調べ完全対応マニュアル
Welcome to Far East ようこそ玉ちゃん日本まで!
EXTASY ENCYCLOPEDIA JAPAN
妄想一代記
エブリディ!! キノコちゃん マジックマッシュルーム楽しみ方あれこれ
プライベートスマグラー身勝手対談
ソレ用 どう考えてもコレはソレ用としか思えない東京「麻」観光ガイドブック
包丁人麻平 大量煙発生吸引具なアイツの巻
向精神薬 CROSS REVIEW
鼓韻
シャブ漫画：Sパー魔美
サラリーマンA氏の薬物日記
VOICE OF SMOKERS
くすりの手帳 編集後記
病院に眠るヤバげなお薬徒然話（間恵）
ドラッグ教養講座（麻生結）
大麻解放最前線2（桂川直文）
表紙モデル紹介
著者紹介
編集後記

### 第5巻「特集／安楽死」
特集／安楽死
死に方は自分で決める!!!（紀田伊輔）
自殺…弱者は淘汰されろ!（命光一）
戦後最高! 検証自殺者数
海外の自殺マニュアル
安楽死、ジャック・ケヴォーキアン先生のこと
自殺ジャーナル第1号
スーサイドギャラリー
ラクに死ぬ方法（九里葵）
死の科学（間恵）
自殺についての鬼畜的考察（村崎百郎）
レイパーキラー列伝／第2回
クラバー日記（蜜ばち）
大ウソ新聞（光）
幻覚性音楽ミニ・ガイド／第2回（ニコラスKG）
連載漫画【第1回】鬼畜街・エピソード1／ケツの戦慄（村崎百郎原作／森園みるく作画）
解禁! トランスセクシャル
ニューハーフさんに根ほり葉ほり（豆島ステ吉）
性転換手術のすべて（皇梵）
女になりたくてもなれない男たち（ムハンマド・オカマン）
レズ―ヘテロ―トランスセクシャル 性にまつわる3者対談（鈴木いいちこ）
女子大生オナニー座談会（編集部）
お尻の穴のお勉強（横田猛雄・伊集院貴子）
データハウスの新刊紹介（編集部）
ウラジミール暴露日記 （マダム神風）
テロ vs カウンターテロに関するいとも高位なる御方からのコレクトコール（兵藤二十八）
犯行声明文執筆マニュアル（小沢豊）
特別寄稿① アマチュア・テロリズムの時代（朝倉喬司）
テロリストのための過激派組織論（北のりゆき）
スキスキ病原体（KuRaGe）
貧乏国・暗黒のテロと暗殺事情（ハナゲール大佐）
特別寄稿② テロルは不滅である!（見沢知廉）
新・不謹慎文書のススメ（飛田彰）
違法コピーコレクション
当世ワレズ事情（も）
続・Hotlineクローンのひみつ（IE）
撒け! ボ●公! 潜れ地下へ（も）
マイナーサーバにこそ安全がある（も）
安易に最速で大量のワレズを手に入れる方法（も）
ゲーセンテロリズム「ゲーム機停止作戦」（も）
楽しすぎる家庭療法（KuRaGe）
玄人的コークの手引き（白粉新太郎）
オススメ大麻ガイド（デューク諏訪）
大麻解放最前線3（桂川直文）
屋上解放（山村たけゆう）
コラム：報道テロ（無羅）
サイバースペースでの北朝鮮（Vlad）
スタジオゴセシケのダメ人間牧場
絶滅ゲーム図鑑／第2回（キャプテン・ノーフューチャー／アルフレッド・ベクター）
あなたの知らないアニメの世界／第1回（伽藍茶海月鬼／アルフレッド・ベクター）
土神博士の机上楼閣大作戦（土神博士）
動物IQチェック（竹下工務店）
空跳ぶオ○ンコ（マーマレード犬）
表紙モデル日記
著者紹介
編集後記

### 第6巻「特集／地下文書の全て」
公安警察からの強い要請により廃刊となり続刊されず。
〔……〕危なさで言えば、28号の方がはるかに危なかった。『危ない1号』やそのスタッフをマークしていたのは、警視庁5課やマトリだったが、28号のスタッフをマークしていたのは、公安で、これは誰かの妄想ではなく、28号が廃刊になったのは、鵜野社長に公安から、刊行中止の「お願い」があったからである。本当かどうか分からないが、クラレくんは、彼の留守中に、彼の吉祥寺のアパートに、公安が秘密裏に潜入している、と確信を持って語っていた。超明晰な彼のことだから「妄想」ではなく、多分、本当にそうだったのだろう。だとしたら、鵜野社長の「廃刊」の判断は正しかったといえる。—元『危ない28号』編集者・南村孝三郎の証言